# MOA-2016-BLG-227Lb
MOA 2016-BLG-227L b es un exoplaneta gigante gaseoso descubierto en 2017.

## Características físicas
Con aproximadamente 2,3 ( -1,2 +2,6 ) más masivo que Júpiter, perteneciente a la clase de exoplanetas Júpiter frío. Y su temperatura suponiendo un albedo de 0,32 es de 60 K

## Características orbitales
Su periodo orbital es de 1566 días mientras que su distancia a su estrella es de 1,64 UA por lo que esta más allá de la línea de nieve de su estrella.

## Estrella
Su estrella es una enana roja de tipo espectral M6V con una masa 0,24 veces la masa del sol y una magnitud aparente de +22

## Distancia
MOA-2016-BLG-227L b se encuentra aproximadamente a 21000 años luz (o 6400 parcecs) de distancia de la Tierra.